# Jimmy Corrigan
Jimmy Corrigan est une bande dessinée de l'auteur américain Chris Ware. Son titre original en anglais est Jimmy Corrigan, the Smartest Kid on Earth : « Jimmy Corrigan, le gamin le plus intelligent du monde ».
D'abord publiée par parties au fil des années 1990 par un petit hebdomadaire de Chicago, puis de 1993 à 2000 par l'éditeur Fantagraphics Books dans le cadre de l’Acme Novelty Library, Jimmy Corrigan est ensuite éditée d'un seul tenant en 2000 par Pantheon Books.
Jimmy Corrigan reçoit un accueil critique enthousiaste aux États-Unis mais aussi à travers le monde, comme le montrent les nombreuses récompenses qui lui sont décernées : il est le seul ouvrage à avoir reçu à Angoulême les prix Alph'Art du meilleur album en même temps que le Prix de la critique en 2003. Jimmy Corrigan remporte également des succès hors du champ habituel de la bande dessinée, comme le montre l'obtention en 2001 du Guardian First Book Award en Grande-Bretagne (il s'agit de la seule bande dessinée à avoir obtenu ce prix).

## Analyse
Chris Ware suit le parcours de son personnage qui, à la veille de la fête familiale de Thanksgiving, reçoit une invitation de son père à venir lui rendre visite. Or ce père a toujours été absent, et remplacé dans la vie de Jimmy par une mère possessive et envahissante. Cette invitation constitue donc un choc pour Jimmy, qui sera suivi d'autres chocs alors qu'il découvre peu à peu son histoire familiale.
Le travail de l'auteur entrelace l'étude psychologique de ce personnage oscillant entre la dépression et le fantasme, et l'analyse socio-historique de sa famille. En remontant les générations, Chris Ware retrace l'histoire de ces descendants d'immigrants irlandais, confrontés aux dures réalités économiques, aux deuils, à la violence parfois, et il focalise surtout son regard sur la façon dont les enfants, génération après génération, voient et subissent le monde qui les entoure. Rien n'est compréhensible au premier regard : pour le lecteur comme pour les protagonistes, l'histoire est faite de vides qui se comblent peu à peu, de liens qui s'expliquent ou se tissent à retardement, et pas toujours de façon satisfaisante.
L'œuvre de Chris Ware, finalement, éblouit par la complexité et la finesse de sa construction, autant que par son acuité psychologique. Graphiquement, Jimmy Corrigan est extrêmement achevé, très précis, avec en particulier un extraordinaire travail de colorisation mis en valeur par la clarté du trait. On retrouve dans la construction des planches la complexité des liens familiaux et des méandres psychologiques décrits plus haut : là non plus, rien n'est acquis ni stable, et les conventions du genre sont fréquemment remises en question. De même, la variété des choix typographiques fait écho aux différentes époques que traverse la narration.

## Traductions
- (fr) Jimmy Corrigan (trad. Anne Capuron), Paris : Delcourt, 2002.  (ISBN 284055805X)
- (es) Jimmy Corrigan. El chico más listo del mundo, Barcelone : Editorial Planeta DeAgostini, 2003.  (ISBN 8467403837)
- (cs) Jimmy Corrigan. Nejchytřejší kluk na světě (trad. Viktor Janiš), Prague : BB Art, 2004.  (ISBN 8073411938)
- (it) Jimmy Corrigan. Il ragazzo piu in gamba sulla terra, Milan : Mondadori, coll. « Strade blu », 2009.  (ISBN 9788804534228)
- (zh) 吉米・科瑞根 : 地球上最聰明的小子 (Jimi Keruigen. Di qiu shang zui cong ming de xiao zi) (trad. Naian Chen et Yijun Lin), Taipei : China Times Publishing Company, 2009.  (ISBN 9789571351254)
- (da) Jimmy Corrigan. Den klogeste dreng i verden, Frederiksber : Aben Maler, 2010.  (ISBN 9788792246004)
- (ja) 世界一賢い子供、ジミー・コリガン (Sekai ichi kashikoi kodomo Jimī Korigan) (trad. Maki Hakui, Shunsuke Nakazawa et Sōhei Yamashita), Pressop, 3 volumes, 2010.
- (nl) Jimmy Corrigan. De slimste jongen ter wereld (trad. Arend-Jan van Oudheusden), Amsterdam : Oog & Blik et De Bezige Bij, 2010.  (ISBN 9789054922261)
- (no) Jimmy Corrigan. Den smarteste gutten i verden (trad : Christian Rugstad), Oslo : No Comprendo, 2010.  (ISBN 9788291187853)

## Récompenses
Récompenses reçues dans le cadre de l’Acme Novelty Library
- 1995 : Prix Harvey de la meilleure nouvelle série, pour l'excellence dans la production ou la présentation ; Prix Eisner de la meilleure maquette
- 1996 : Prix Harvey du meilleur lettreur, du meilleur coloriste, pour l'excellence dans la production ou la présentation ; Prix Eisner du meilleur coloriste, de la meilleure série, de la meilleure maquette
- 1997 : Prix Harvey du meilleur numéro, du meilleur coloriste, pour l'excellence dans la production ou la présentation ; Prix Eisner de la meilleure maquette ; Prix Ignatz de la meilleure série
- 1998 : Prix Harvey du meilleur coloriste, pour l'excellence dans la production ou la présentation ; Prix Eisner du meilleur coloriste, du meilleur produit dérivé ; Prix Ignatz de la meilleure série, du meilleur comic book
- 1999 : Prix Harvey pour l'excellence dans la production ou la présentation
- 2000 : Prix Harvey de la meilleure série, du meilleur lettreur, du meilleur coloriste, de la meilleure couverture, du meilleur numéro, pour l'excellence dans la production ou la présentation ; Prix Eisner de la meilleure série, du meilleur album ; Prix Ignatz de la meilleure histoire, du meilleur comic book
- 2001 : Prix Harvey de la meilleure série ; Prix Eisner du meilleur coloriste

Récompenses reçues pour l'album
- 2001 : Prix Harvey du meilleur album, pour l'excellence dans la production ou la présentation ; Prix Eisner du meilleur recueil, de la meilleure maquette ; American Book Award ; Guardian First Book Award
- 2003 :  Alph'Art du meilleur album[2] ; Prix de la critique de l'ACBD
- 2012 :  L'album est classé à la 7e place du classement des 50 BD essentielles établi par le magazine LIRE[3].
- 2013 :  Prix Peng ! de la meilleure bande dessinée nord-américaine